# ترینچه اوسترهویس
ترینچه اوسترهویس (به هلندی: Trijntje Oosterhuis) (زاده ۵ فوریه ۱۹۷۳) خواننده هلندی است.
او در مسابقه آواز یوروویژن ۲۰۱۵ نماینده هلند بود.